# Gemma Dudley
Gemma Dudley (* 8. März 1990 in Palmerston North) ist eine ehemalige neuseeländische Radsportlerin.

## Sportliche Laufbahn
Als Juniorin gewann Gemma Dudley fünf Medaillen bei internationalen Junioren-Wettbewerben. Bei der Ozeanienmeisterschaft 2007 errang sie Silber im Punktefahren auf der Bahn sowie jeweils Bronze im Straßenrennen und im Einzelzeitfahren auf der Straße. Im Jahr darauf holte sie erneut Silber bei den Junioren-Bahnweltmeisterschaften, in Scratch und Mannschaftsverfolgung sowie Bronze in der Einerverfolgung und im Punktefahren. 2010 wurde sie neuseeländische Meisterin der Elite im Omnium. Im selben Jahr startete sie bei den Commonwealth Games in Neu-Delhi und belegte im Scratch Rang 15. Ihre letzten Rennen bestritt sie im Jahr 2012.

## Erfolge

### Bahn
2007
- Junioren-Ozeanienmeisterschaft – Punktefahren

2008
- Junioren-Weltmeisterschaft – Scratch, Mannschaftsverfolgung (mit Sequoia Cooper und Cathy Jordan)
- Junioren-Weltmeisterschaft – Einerverfolgung, Punktefahren

2010
- Neuseeländische Meisterin – Omnium

### Straße
2007
- Junioren-Ozeanienmeisterschaft – Einzelzeitfahren, Straßenrennen